# プログレス-M
プログレス-M (ロシア語: Прогресс-М, GRAU indices 11F615A55 and 11F615A60)はソビエト連邦およびロシア連邦の宇宙ステーション補給用の宇宙機。プログレス7K-TGMとも称される。
プログレス補給船の派生型であり、もともとは1980年代後半にソユーズ-T、ソユーズ-TM用に開発された新システムを利用したプログレス 7K-TGの近代化版として作られた。
プログレス-Mには元の型式の11F615A55型とより新しい11F615A60型の2つの型式が存在する。11F615A60型は更なる近代化が行われ、アナログであった飛行制御系がデジタルに切り替えられている。旧型の11F615A55型は新型導入に伴って段階的に廃止されることとなり、2009年7月以降打ち上げが途絶えていたが、2021年11月24日にM-UMが打ち上げられ、約12年ぶりの打ち上げとなった。。飛行の際には旧型はM-XX、新型はM-XXMという名称がつけられる。

## 運用

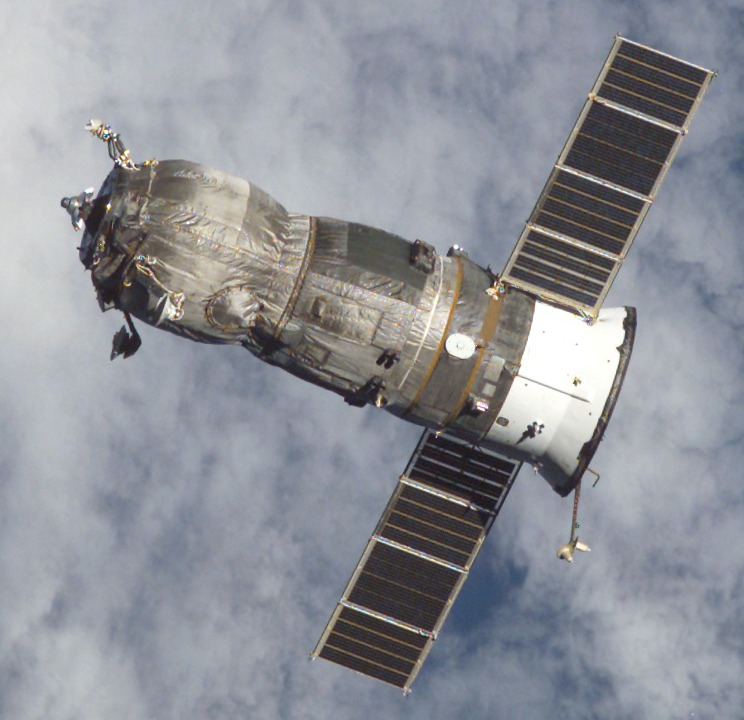
ISSから見たプログレスM-47

プログレスは宇宙ステーションの補給のために利用されており、最初の43機のプログレス補給船はミールの補給に使われ、その後は国際宇宙ステーションへの輸送などに利用されている。2015年7月時点では94機のプログレス-M系列の宇宙機が打ち上げられている。このうち67機は近代化前の型式で、それ以降は改良型の11F615A60型に切り替えられた。改良型の打ち上げは2015年10月1日のプログレスM-29Mで終了し、2015年12月21日にはさらなる改良を施したプログレス-MSが打ち上げられた。
2011年8月のプログレスM-12Mは打ち上げ中に失われた。2015年4月28日に打ち上げられたプログレスM-27Mは打ち上げ後にプログレスとの通信が失われ、機体制御ができなくなり、軌道減衰によって大気圏に再突入したとされる。
プログレスM-14とプログレスM-38の2基はミール宇宙ステーションにVDU(高度制御用ユニット)を輸送するために改造されていた。

## 派生型
プログレス-M1はプログレス-Mから水とドライカーゴを減らしてより多くの燃料を輸送するために最適化して開発された。2000年に運用を開始したが、2004年に引退しており、その近代化版のプログレス-M1(11F615A70)は2011年の打ち上げを見込んでいたが、最初の飛行を行う前にキャンセルされた。

### プログレス-MS
プログレス-MSはプログレス-Mの後継機で、2015年12月21日に打ち上げられた。以下のような改良が施されている。
- 衛星放出用の外部区画が新たに追加された。放出区画には4つのコンテナが備えられている。
- ISSとのドッキング機構にバックアップのモーターが追加され、冗長性が向上した。
- 貨物区画に保護パネルが追加され、スペースデブリや宇宙塵に対する防御が改善された。
- ロシアの中継衛星ルチ（英語版）を経由して、地上局の見通し範囲内になくても制御やテレメトリが行えるようになった。
- GNSSを用いた自律航法により宇宙機がリアルタイムで軌道要素を決定できるようになり、地上局での軌道要素決定が不要になった。
- ISSとの直接無線データ通信によりリアルタイム相対航法が可能になった。
- ドッキング操作用のTVカメラの性能を向上するため新型のディジタル無線システムが搭載された。
- ウクライナ製のChezara Kvant-V 無線システムとアンテナ/フィーダーシステムが ロシア製のUnified Command Telemetry System (UCTS) に換装された。
- ドッキングシステムがウクライナ製のクルス A からディジタル化されたロシア製のクルス NA に更新された。
- スラスターが1基配置から4基配置になり冗長性が向上した。
- ヘッドライトがLEDに変更された。

ウクライナとの関係悪化を受けて細部の部品も含めてウクライナの関与が排除され、完全にロシア製となっている。

## 註
1. ↑  “Unmanned Russian spacecraft 'plunging to Earth'”. Yahoo News (2015年4月29日). 2015年4月29日閲覧。
2. ↑  http://sputniknews.com/russia/20151114/1030108241/roscosmos-progress-spacecraft.html
3. ↑  “Upgraded Progress Transport Cargo Spacecraft Getting Ready for Launch”.   Yuzhny Space Center (2015年8月10日). 2015年8月13日閲覧。
4. ↑  鳥嶋, 真也 (2015年8月16日). “ロシアの新型補給船「プログレスMS」、11月の打ち上げに向け準備開始”. 2016年3月9日時点のオリジナルよりアーカイブ。2016年2月13日閲覧。

- Wade, Mark. “Progress M”.   Encyclopedia Astronautica. 2009年8月3日時点のオリジナルよりアーカイブ。2009年6月19日閲覧。
- Krebs, Gunter. “Progress-M 1 - 13, 15 - 37, 39 - 67 (11F615A55, 7KTGM)”.   Gunter's Space Page. 2009年6月19日閲覧。
- Krebs, Gunter. “Progress-M 1M - 10M (11F615A60, 7KTGM)”.   Gunter's Space Page. 2009年6月19日閲覧。